# Langhirano
Langhirano là một đô thị ở tỉnh Parma ở vùng Emilia-Romagna của Italia, tọa lạc cách khoảng90 km về phía tây của Bologna và khoảng20 km về phía nam của Parma.
Langhirano tiếp giáp các đô thị sau đây: Calestano, Corniglio, Felino, Lesignano de' Bagni, Neviano degli Arduini, Parma, Tizzano Val Parma.
Ở đây có lâu đài Torrechiara. 

## Đô thị kết nghĩa
- Cavaillon, Pháp
- Espalion, Pháp
- Tauste, Tây Ban Nha
- Nove, Italia